# Jean-Baptiste Bagaza

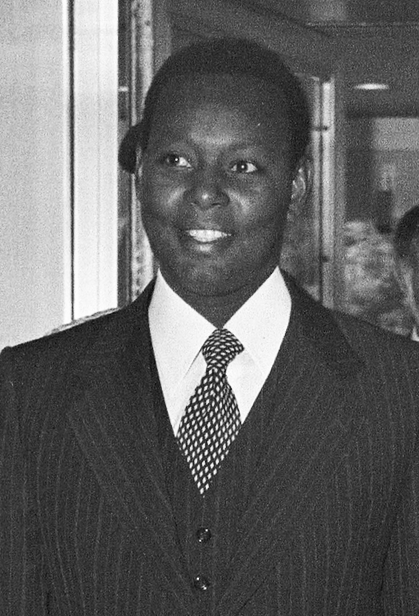
Jean-Baptiste Bagaza (1978)

Jean-Baptiste Bagaza (* 29. August 1946; † 4. Mai 2016 in Brüssel) war ein burundischer Politiker.

## Leben
Bagaz war bis zum 10. November 1976 Vorsitzender des Supreme Revolutionary Council in Burundi und vom 2. November 1976 bis zum 3. September 1987 Präsident von Burundi. Ab 1994 war er Vorsitzender der Parti pour le redressement national.